# Alexis Granowsky
Alexis Granowsky (in russo Алексей Михайлович Грановский?, Aleksej Michajlovič Granovskij; Mosca, 1890 – Parigi, 11 marzo 1937) è stato un regista russo.

## Biografia
Granowsky nacque come Abraham Azarkh da una famiglia ebrea a Mosca. Dopo aver studiato a San Pietroburgo, si trasferì a Monaco di Baviera dove fece una valida esperienza teatrale lavorando sotto Max Reinhardt. Prestò servizio nell'Esercito russo durante la prima guerra mondiale. Prima del 1919 egli installò il suo teatro, orientato all'ebraismo, a San Pietroburgo, che con un nuovo direttore divenne GOSET (Государственный Еврейский Театр). La sua reputazione salì rapidamente negli anni successivi, tanto che egli divenne il più celebre direttore di teatro in Europa.
Nel 1925 Granowsky diresse il suo primo film muto, ma concentrò i suoi sforzi sul lavoro in palcoscenico.
Dopo la Rivoluzione russa e la vittoria comunista nella guerra civile russa, Granowsky continuò a vivere nel Paese anche se egli si sentiva culturalmente europeo occidentale. Granowsky fu inizialmente stimato dale autorità sovietiche, che gli tributarono molti onori, ma egli incominciò a trovare la loro politica culturale sempre più restrittiva e quindi alla fine degli anni venti emigrò nella Repubblica di Weimar.
In Germania Granowsky lavorò ad alcune produzioni teatrali, ma si spostò sempre più verso il cinema. Egli collaborò con un numero di altri esiliati russi come Léo Lania, che condivideva le sue idee politiche di sinistra. Prima di emigrare a Parigi, ove visse il resto della sua vita, diresse due film. 
Ricevette il National Board of Review Awards 1931 per il film Das Lied vom Leben.
Egli produsse e diresse costosi film di prestigio come The Adventures of King Pausole (1933) e Taras Bulba (1936). Egli sposò una ricca donna tedesca, ma i due si separarono prima del di lui decesso. Nonostante il suo tenore sontuoso di vita, Granowsky morì relativamente povero.

## Filmografia parziale
- Evrejskoe sčast'e (Еврейское счастье; 1925)
- Das Lied vom Leben (1931)
- Die Koffer des Herrn O.F. (1931)
- The Song of Life (1931)
- The Trunks of Mr. O.F. (1931)
- Les Aventures du Roi Pausole (1933)
- Taras Bulba (1936)